# 바르톨로메오 그라데니고
바르톨로메오 그라데니고(Bartolomeo Gradenigo, 1260년 – 1342년 12월 28일)는 제53대 베네치아 공화국의 도제이며, 1339년 11월 7일부터 사망할때까지 수행했다.

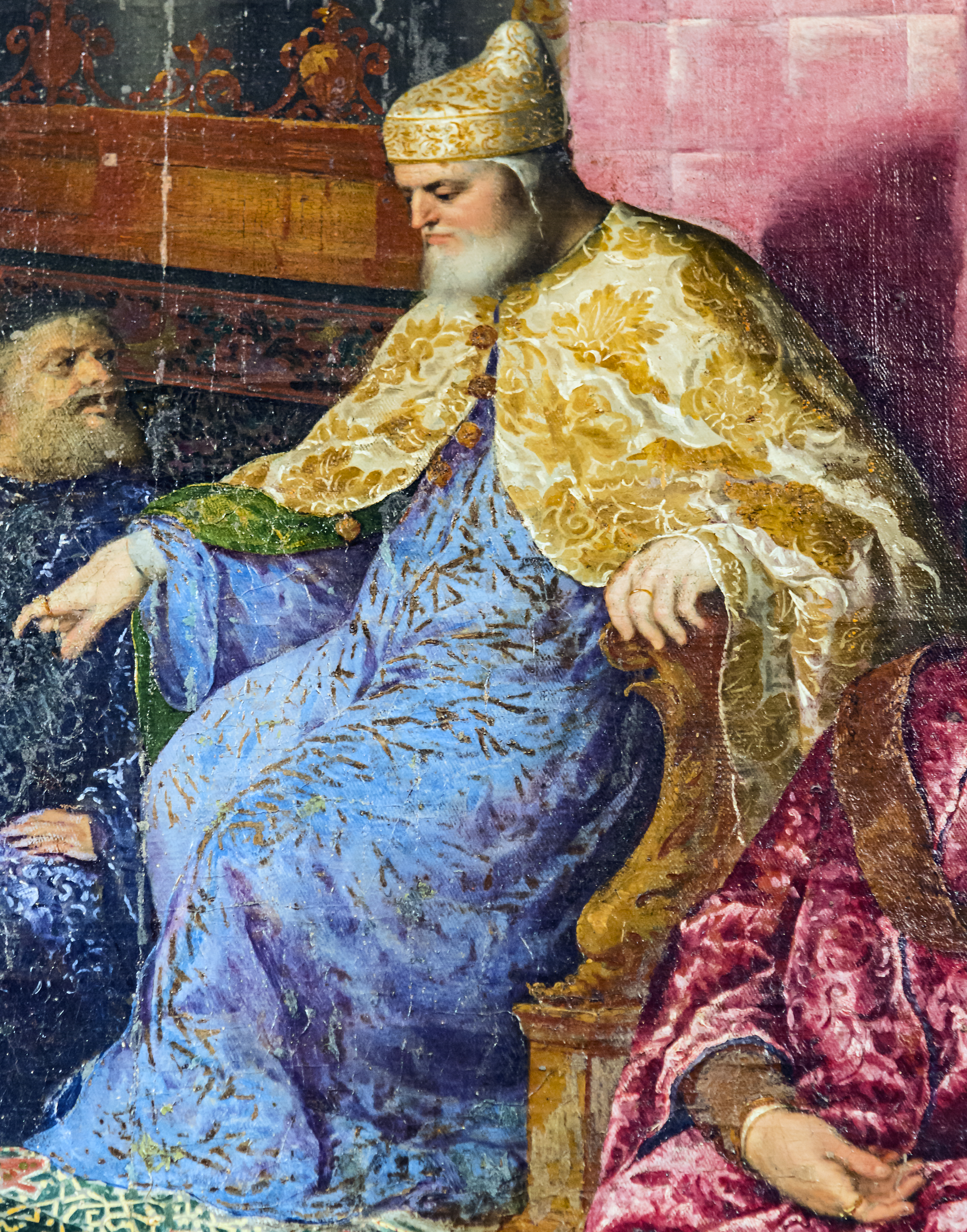
바르톨로메오 그라데니고

베네치아의 오랜 귀족 가문 출신으로 태어난 그는 부유한 무역상이였다. 라구사와 카포디스티리아의 포데스타와 더불어 베네칭의 검사 직에 이르는 그의 생애 초기부터 정치에 몸받쳤다. 그는 또한 사치스러운 과도한 사랑으로 곧 유명해졌습니다. 그는 세 차례 혼인했고 6명의 자녀를 두었다. 그의 부인 중 한 명은 주스티나 카펠로이다.
그의 짧은 통치는 크레타에서의 반란, 튀르크들의 습격을 제외하면 다소 평화로웠다. 또한 제노바를 향한 외교적 움직임이 특이하기도 했다. 가장 중요한 사건은 1340년 2월 15일 베네치아를 강타한 폭풍이었고 전설에 따르면 겸손한 어부가 석호로 가 복음사가 마르코, 성 게오르기우스, 성 니콜라우스의 초자연적 중보기도를 통해 폭풍이 물러갔다고 전해진다. 폭풍이 사라진 후, 세 성인은 "어부의 반지"라고 불리는 반지를 주었으며, 어부는 그 반지를 도제에게 주었고 그때부터 도제들의 장신구 중 하나가 되었다. 실제로 바르톨로메오는 그에게 반지를 선물하는 어부를 보여주는 파리스 보르도네의 《반지 봉헌》 그림에서 나타난다.

## 참고 자료
- Claudio Rendina, I dogi di Venezia, Newton Compton, Rome, 1984.

| 공직                   | 공직                                 | 공직                 |
| ---------------------- | ------------------------------------ | -------------------- |
| 이전 프란체스코 단돌로 | 베네치아 공화국의 도제 1343년–1354년 | 이후 안드레아 단돌로 |